# Ionski kanalček
Ionski kanalček, tudi ionski kanal ali membranska pora, je transmembranska beljakovina, ki skozi plazmalemo oblikuje odprtino, ki omogoča transport ionov iz zunajceličnega prostora v celico in obratno. Ionski kanali so na primer bistvenega pomena pri prevajanju impulza s pomočjo akcijskega potenciala po nevronu. 
Obstajajo aktivni in pasivni ionski kanalčki. Prvi se odpirajo in zapirajo, drugi pa so ves čas odprti. 

## Biofizikalne lastnosti
Pomembna lastnost ionskih kanalčkov je večja ali manjša selektivnost, kar pomeni, da niso prepustni za vse ione enako. Obstajajo ionski kanalčki, ki so zelo specifični za kalijeve ione, drugi za natrijeve, kalcijeve ali za kloridne ione. Tako imenovani nespecifični kationski kanalčki izražajo manjšo specifičnost in prepuščajo tako kalijeve kot natrijeve in kalcijeve ione. 
Za odprtje aktivnega ionskega kanalčka je potreben ustrezen dražljaj; često se ionski kanali odprejo zaradi spremembe membranskega potenciala - to so tako imenovani napetostni ionski kanali. Na primer kalijevi kanalčki, ki so napetostno odvisni, so v primeru mirovnega membranskega potenciala zaprti, odprejo pa se, ko nastopi depolarizacija (membranski potencial postane manj negativen). Druga večja skupina ionskih kanalčkov se odpre zaradi vezave ustreznega liganda - ti se imenujejo receptorski ionski kanalčki. V tem primeru predstavlja določena molekula, ki se veže na vezavno mesto na kanalčku, stimulus, ki povzroči odprtje in posledično prepustnost kanalčka. V to skupino sodi na primer nikotinski receptor (na sliki), ki se odpre po vezavi acetilholina na zunanji strani kanalčka. 
Ionski kanalčki se lahko odprejo tudi zaradi mehanskega dražljaja, na primer vibracije ali pritiska.